# Eiblgupf
De Eiblgupf is een berg in de deelstaat Opper-Oostenrijk, Oostenrijk. De berg heeft een hoogte van 1.691 meter. 
De Eiblgupf is onderdeel van het Höllengebergte.